# Thun
Thun (toponimo tedesco; in francese Thoune, in italiano Thuno, desueto) è un comune svizzero di 43 743 abitanti del Canton Berna, nella regione dell'Oberland (circondario di Thun, del quale è il capoluogo); ha lo status di città.

## Geografia fisica
La città sorge nel punto in cui il fiume Aar fuoriesce dal Lago di Thun, 30 km circa a sud di Berna.

## Storia
Nel 1913 ha inglobato il comune soppresso di Goldiwil, nel 1920 quello di Strättligen (con le sue frazioni Allmendingen, Buchholz, Gwatt, Scherzligen e Schoren). Thun è stata il capoluogo dell'omonimo distretto fino alla sua soppressione nel 2009.

## Monumenti e luoghi d'interesse

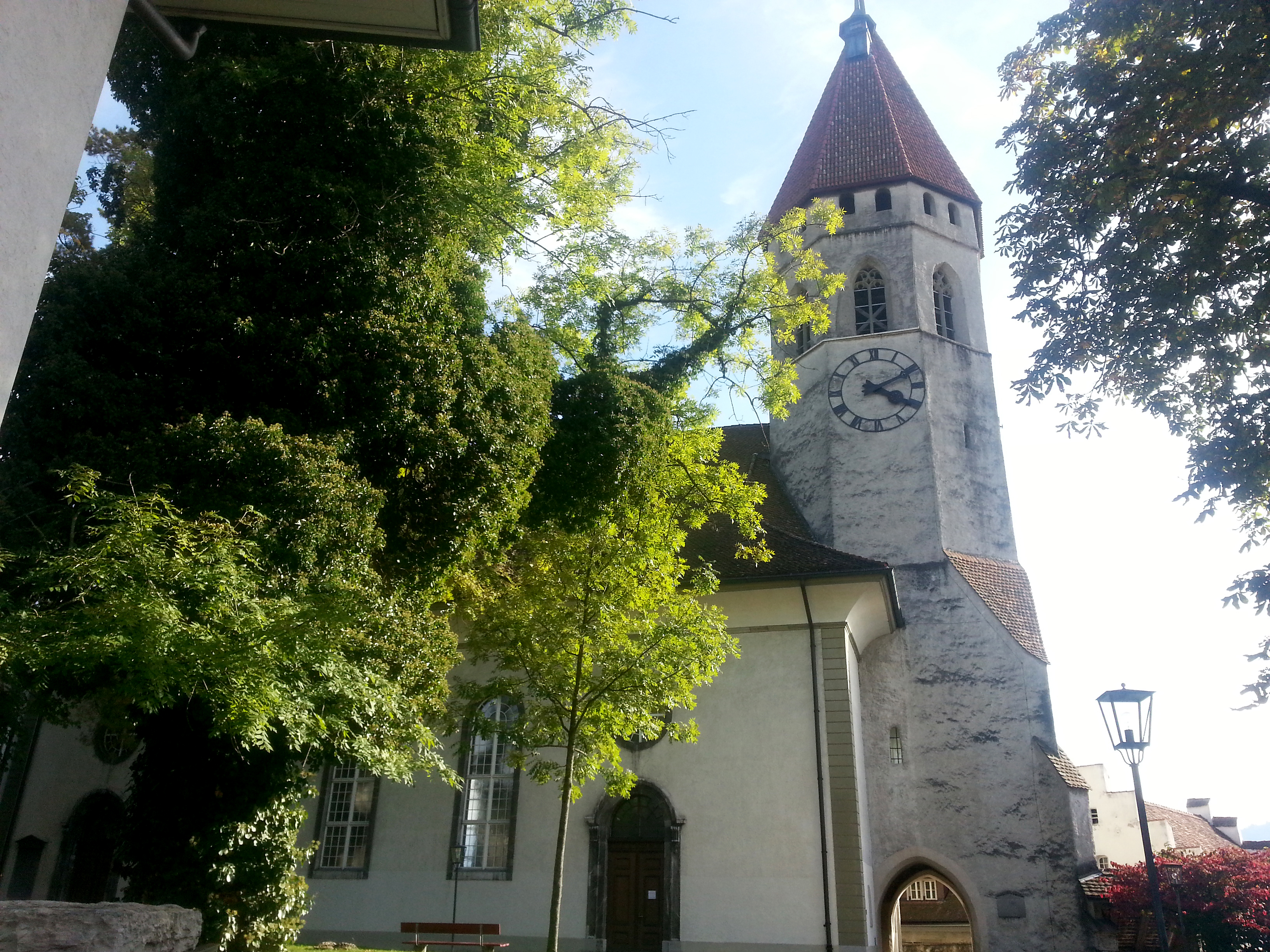
La chiesa riformata

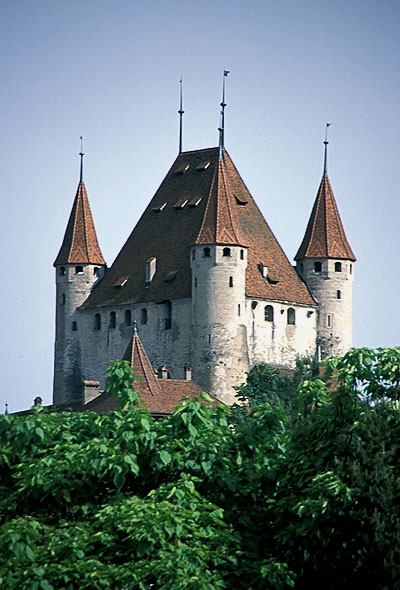
Il castello di Thun

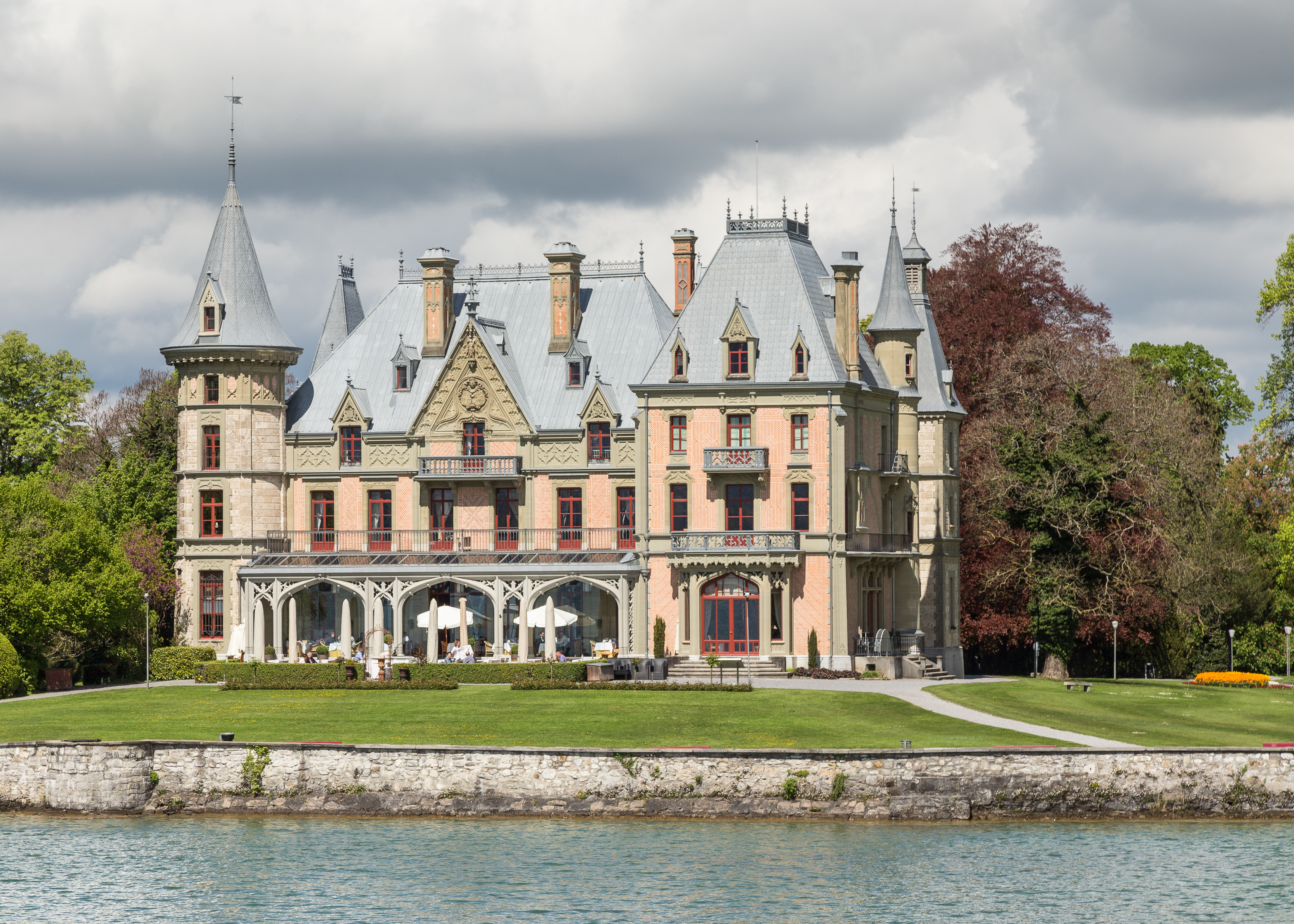
Il castello di Schadau

- Chiesa riformata (già di San Maurizio), eretta nel X-XI secolo e ricostruita nel 1738[1];
- Castello di Thun, eretto nel 1190 circa[1];
- Castello di Schadau in località Scherzligen, attestato dal XIV secolo e ricostruito nel 1849-1854[1][5].

## Società

### Evoluzione demografica
L'evoluzione demografica è riportata nella seguente tabella:
Abitanti censiti

## Geografia antropica

### Urbanistica
Il centro storico dista un chilometro dal lago è costituito dallo Schlossberg (la collina con il castello), dalla "Unterstadt" (la città bassa) e dalla "Obere Hauptgasse" (la contrada principale superiore).

### Quartieri

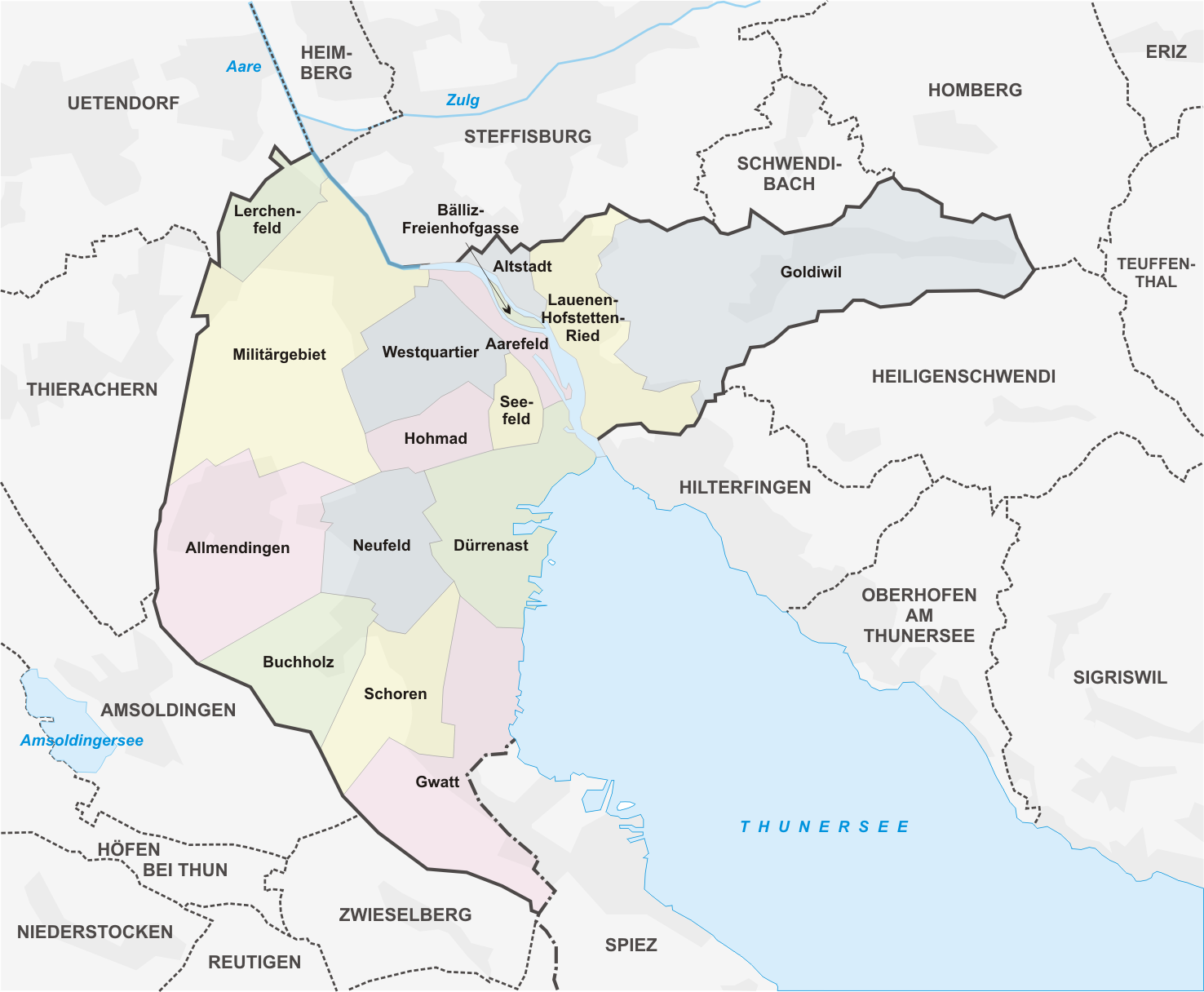
I quartieri di Thun

I quartieri di Thun sono:
- Aarefeld
- Allmendingen
- Altstadt
- Bälliz-Freienhofgasse
- Buchholz
- Dürrenast
- Goldiwil[2]
- Gwatt[4]
- Hohmad
- Lauenen-Hofstetten-Ried
- Lerchenfeld
- Militärgebiet
- Neufeld
- Schoren
- Seefeld
- Westquartier

## Infrastrutture e trasporti

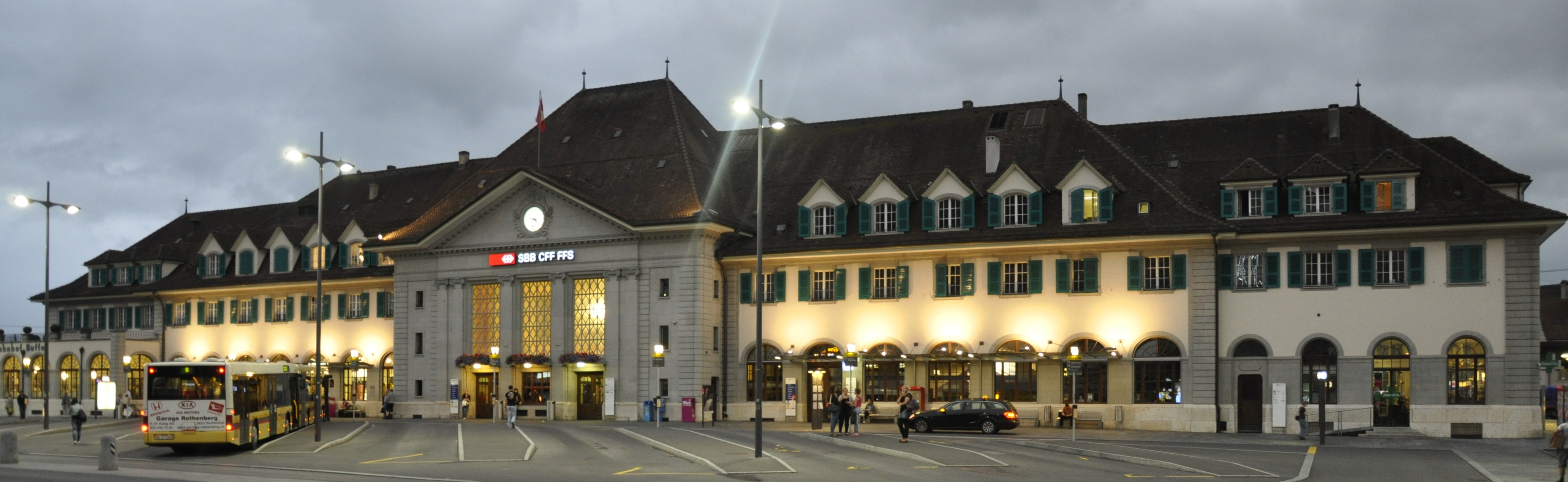
La stazione di Thun

Thun è servita dall'omonima stazione sulle ferrovie Berna-Thun, Gürbetalbahn, Burgdorf-Thun e Thunerseebahn.
Tra il 1913 e il 1958 Thun fu collegata a Steffisburg e Interlaken da una linea tranviaria; nel 1952 la tranvia fu in parte sostituita dalla filovia Thun-Beatenbucht, chiusa nel 1982.

## Amministrazione
Ogni famiglia originaria del luogo fa parte del cosiddetto comune patriziale e ha la responsabilità della manutenzione di ogni bene ricadente all'interno dei confini del comune.

## Sport
Thun è sede di varie squadre sportive, tra le quali il Fussballclub Thun 1898 (calcio), il SC Thunerstern Rollhockey (hockey su pista), i Thun Tigers (football americano) e il Wacker Thun (pallamano).